# Pota de cavall estrellada
La pota de cavall estrellada (Scleroderma polyrhizum) és un bolet no comestible de la família de les esclerodermatàcies. Es troba àmpliament distribuït per Àsia, Europa i Amèrica.

## Química
Conté àcid palmític i àcid oleic.

## Usos
S'ha utilitzat en la medicina xinesa tradicional.